# Nemertopsis gracilis
Nemertopsis gracilis är en djurart som tillhör fylumet slemmaskar, och som beskrevs av Ernest F. Coe 1904. Nemertopsis gracilis ingår i släktet Nemertopsis och familjen Emplectonematidae. Inga underarter finns listade i Catalogue of Life.